# Nosálov
Nosálov è un comune della Repubblica Ceca facente parte del distretto di Mělník, in Boemia Centrale.